# Clan Amakasu
Le clan Amakasu (甘粕氏・甘糟氏, Amakasu-shi) est un clan japonais mineur de l'époque Sengoku. Originaire de la province d'Echigo, il fut amené à devenir l'obligé du puissant clan Nagao et finalement du clan Uesugi.
Au XVIe siècle, Amakasu Kagemochi combat comme obligé de Uesugi Kenshin. Après la mort de celui-ci en 1578, les descendants de Kagemochi continuent à servir le clan Uesugi durant l'époque d'Edo.

## Source de la traduction
- (en) Cet article est partiellement ou en totalité issu de l’article de Wikipédia en anglais intitulé « Amakasu clan » (voir la liste des auteurs).